# Lutkówka-Kolonia
Lutkówka-Kolonia – wieś w Polsce położona w województwie mazowieckim, w powiecie żyrardowskim, w gminie Mszczonów. Ma status sołectwa.
| SIMC    | Nazwa          | Rodzaj    |
| ------- | -------------- | --------- |
| 1060642 | Huta Lutkowska | część wsi |

W latach 1975–1998 miejscowość administracyjnie należała do województwa skierniewickiego.